# Billesholms landsfiskalsdistrikt
Billesholms landsfiskalsdistrikt var 1918-1941 ett landsfiskalsdistrikt i Malmöhus län, bildat när Sveriges indelning i landsfiskalsdistrikt trädde i kraft den 1 januari 1918, enligt beslut den 7 september 1917. Landsfiskalsdistriktet avskaffades den 1 oktober 1941 (genom kungörelsen 28 juni 1941) när Sverige fick en ny indelning av landsfiskalsdistrikt. Av dess ingående områden överfördes kommunerna Risekatslösa och Södra Vram till Ekeby landsfiskalsdistrikt och kommunerna Bjuvs landskommun, Hässlunda landskommun och Norra Vram till det nybildade Mörarps landsfiskalsdistrikt.
Landsfiskalsdistriktet låg under länsstyrelsen i Malmöhus län.

## Ingående områden

### Från 1918
Luggude härad:
- Bjuvs landskommun
- Hässlunda landskommun
- Norra Vrams landskommun
- Risekatslösa landskommun
- Södra Vrams landskommun